# Bacht (cratère)
Pour les articles homonymes, voir Bacht.
Le cratère Bacht est un cratère d'impact de 7,86 km de diamètre situé sur Mars dans le quadrangle d'Amenthes. Il a été nommé en référence à la ville de Bacht en Ouzbékistan.